# Kabinett Ponta IV
Das Kabinett Ponta IV war die vierte von Victor Ponta gebildete Regierung Rumäniens. 

## Geschichte
Die Regierung bestand seit dem 17. Dezember 2014 aus Mitgliedern der Partidul Social Democrat (PSD), der Partidul Conservator (PC), der Partidul Liberal Reformator (PLR) – einer Abspaltung von der Partidul Național Liberal –, der PSD-Abspaltung Uniunea Națională pentru Progresul României (UNPR) sowie Parteilosen. Sie wurde vom Parlament am 15. Dezember 2014 mit 377 Stimmen bei 134 Gegenstimmen bestätigt und vom Staatspräsidenten vereidigt, womit sie das Kabinett Ponta III ablöste. Am 19. Juni 2015 fusionierten die beiden Koalitionsparteien PC und PLR zur Alianța Liberalilor și Democraților (ALDE). Am 4. November 2015 trat sie infolge der Brandkatastrophe in Bukarest vom 30. Oktober 2015 und öffentlichen Protesten gegen Korruption geschlossen zurück. Anschließend ernannte Staatspräsident Klaus Johannis den bisherigen Bildungsminister Sorin Cîmpeanu zum Übergangs-Regierungschef. Am 17. November 2015 löste das Kabinett Cioloș die alte Regierung ab.

## Zusammensetzung
Zu den 22 Kabinettsmitgliedern gehörten:
| Ministerpräsident                                                                    |      | Victor Ponta             | PSD           | 7. Mai 2012       | 5. November 2015  |
| Ministerpräsident                                                                    |      | Sorin Cîmpeanu (interim) | ALDE          | 5. November 2015  | 17. November 2015 |
| Stellvertretender Ministerpräsident und Innenminister                                |      | Gabriel Oprea            | UNPR          | 17. Dezember 2014 | 9. November 2015  |
| Stellvertretender Ministerpräsident und Innenminister                                |      | Sorin Cîmpeanu (interim) | ALDE          | 9. November 2015  | 17. November 2015 |
| Stellvertretende(r) Ministerpräsident(in) und Minister(in) für Regionale Entwicklung |      | Liviu Dragnea            | PSD           | 17. Dezember 2014 | 15. Mai 2015      |
| Stellvertretende(r) Ministerpräsident(in) und Minister(in) für Regionale Entwicklung |      | Sevil Shhaideh           | PSD           | 20. Mai 2015      | 17. November 2015 |
| Außenminister                                                                        |      | Bogdan Aurescu           | parteilos     | 17. Dezember 2014 | 17. November 2015 |
| Finanzminister                                                                       |      | Darius Vâlcov            | PSD           | 17. Dezember 2014 | 15. März 2015     |
| Finanzminister                                                                       |      | Eugen Teodorovici        | PSD           | 30. März 2015     | 17. November 2015 |
| Verteidigungsminister                                                                |      | Mircea Dușa              | PSD           | 17. Dezember 2014 | 17. November 2015 |
| Wirtschaftsminister                                                                  |      | Mihai Tudose             | PSD           | 17. Dezember 2014 | 17. November 2015 |
| Justizminister                                                                       |      | Robert Cazanciuc         | PSD           | 17. Dezember 2014 | 17. November 2015 |
| Ministerin für Umwelt, Wasser und Forsten                                            |      | Grațiela Gavrilescu      | PLR           | 17. Dezember 2014 | 19. Juni 2015     |
| Ministerin für Umwelt, Wasser und Forsten                                            | ALDE | Grațiela Gavrilescu      | 19. Juni 2015 | 17. November 2015 |                   |
| Gesundheitsminister                                                                  |      | Nicolae Bănicioiu        | PSD           | 17. Dezember 2014 | 17. November 2015 |
| Bildungs- und Forschungsminister                                                     |      | Sorin Cîmpeanu           | PC            | 17. Dezember 2014 | 19. Juni 2015     |
| Bildungs- und Forschungsminister                                                     | ALDE | Sorin Cîmpeanu           | 19. Juni 2015 | 17. November 2015 |                   |
| Ministerin für Arbeit, Familie, soziale Sicherung und Senioren                       |      | Rovana Plumb             | PSD           | 17. Dezember 2014 | 17. November 2015 |
| Kulturminister                                                                       |      | Ioan Vulpescu            | PSD           | 17. Dezember 2014 | 17. November 2015 |
| Verkehrs- und Infrastrukturminister                                                  |      | Ioan Rus                 | PSD           | 17. Dezember 2014 | 11. Juni 2015     |
| Verkehrs- und Infrastrukturminister                                                  |      | Iulian Matache           | PSD           | 17. Juni 2015     | 17. November 2015 |
| Minister für EU-Mittel                                                               |      | Eugen Teodorovici        | PSD           | 17. Dezember 2014 | 30. März 2015     |
| Minister für EU-Mittel                                                               |      | Marius Nica              | PSD           | 30. März 2015     | 17. November 2015 |
| Minister für Landwirtschaft und ländliche Entwicklung                                |      | Daniel Constantin        | PC            | 17. Dezember 2014 | 19. Juni 2015     |
| Minister für Landwirtschaft und ländliche Entwicklung                                | ALDE | Daniel Constantin        | 19. Juni 2015 | 17. November 2015 |                   |
| Minister für Kommunikation und Informationsgesellschaft                              |      | Sorin Grindeanu          | PSD           | 17. Dezember 2014 | 17. November 2015 |
| Jugend- und Sportministerin                                                          |      | Gabriela Szabo           | PSD           | 17. Dezember 2014 | 17. November 2015 |
| Energieminister                                                                      |      | Andrei Gerea             | PLR           | 17. Dezember 2014 | 19. Juni 2015     |
| Energieminister                                                                      | ALDE | Andrei Gerea             | 19. Juni 2015 | 17. November 2015 |                   |
| Beigeordneter Minister für Beziehungen zum Parlament                                 |      | Eugen Nicolicea          | UNPR          | 17. Dezember 2014 | 17. November 2015 |
| Beigeordneter Minister für Rumänen im Ausland                                        |      | Angel Tîlvăr             | PSD           | 17. Dezember 2014 | 17. November 2015 |
| Beigeordneter Minister für den sozialen Dialog                                       |      | Liviu Pop                | PSD           | 17. Dezember 2014 | 17. November 2015 |